# Washington Mutual

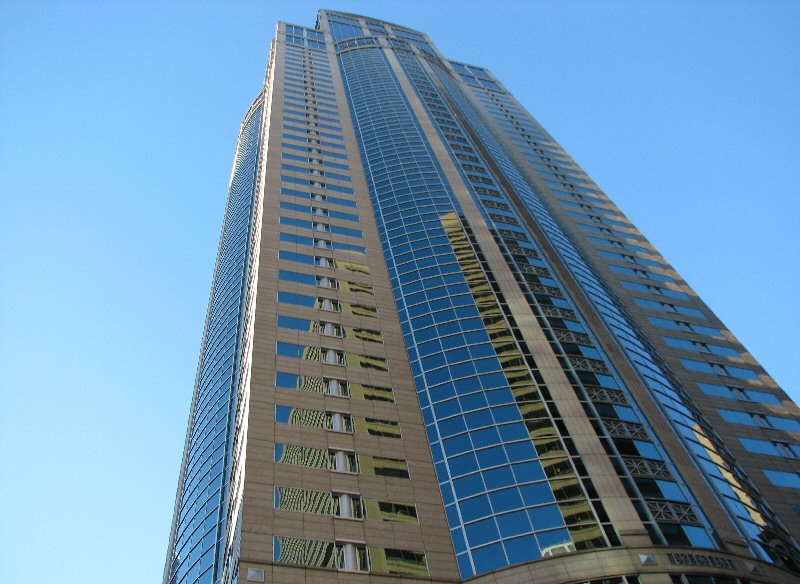
Tháp Washington Mutual tại Seattle, Washington

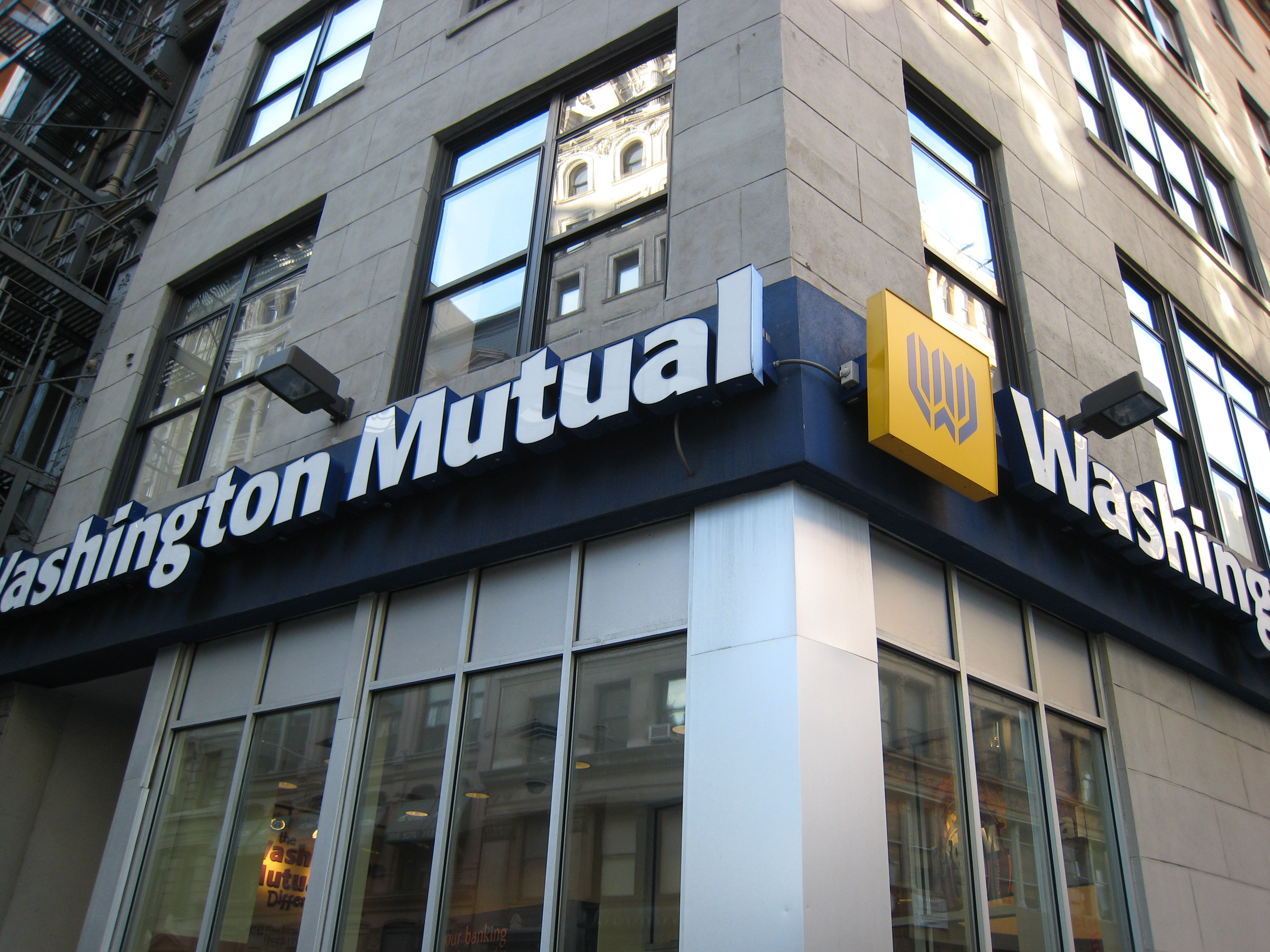
Chi nhánh ngân hàng

Washington Mutual (tiếng Anh của "Ngân hàng Tương hỗ Washington", viết tắt WaMu; NYSE: WM) đã từng là hiệp hội tiết kiệm và cho vay (savings and loan association) lớn nhất ở Hoa Kỳ. Bất chấp tên của nó, ngân hàng này bỏ hình dạng công ty tương hỗ (mutual company) năm 1983 khi nó ra Sở giao dịch chứng khoán New York.
Ngày 25 tháng 9 năm 2008, đúng 119 năm sau ngày thành lập của WaMu, Văn phòng Giám sát Tiết kiệm (OTS) Hoa Kỳ tuyên bố tịch thu ngân hàng này và sẽ bán phần nhiều tài sản hoạt động của nó cho JPMorgan Chase với giá 1,9 tỷ Mỹ kim. Ba tháng trước khi sụp đổ, WaMu có 2.300 chi nhánh và giữ 182 tỷ Mỹ kim của người khách. Đây là việc phá sản ngân hàng lớn nhất trong lịch sử Hoa Kỳ, quá việc phá sản của Continental Illinois năm 1984 nhiều.